# Concentración de la propiedad de los medios de comunicación
La concentración de la propiedad de los medios (también conocida como consolidación de medios o convergencia de medios) es un proceso por el cual progresivamente menos personas u organizaciones controlan el aumento de la participación de los medios de comunicación. La investigación contemporánea demuestra niveles crecientes de consolidación, con muchas industrias de medios ya altamente concentradas y dominadas por un número muy pequeño de empresas.
A nivel mundial, los grandes conglomerados de medios incluyen Bertelsmann, National Amusements (Paramount Global), Sony Corporation, Televisa, News Corp, Comcast, The Walt Disney Company, Warner Bros. Discovery, AT&T Inc., Fox Corporation, Hearst Communications, Amazon MGM Studios, Telecom Argentina, Grupo Werthein, Grupo Globo, Mediapro, Atresmedia y Lagardère Grupo.
La propiedad de los medios puede ir desde la completa desregulación hasta el control estatal de manera directa o indirecta.

## Fusiones
Las fusiones de medios son el resultado de una compañía relacionada con los medios que compra otra compañía. A medida que la información y el entretenimiento se convierten en parte importante de nuestra cultura, las compañías de medios han estado creando formas de ser más eficientes para llegar a los espectadores y obtener ganancias. Las compañías de medios exitosas generalmente compran otras compañías para hacerlas más poderosas, rentables y capaces de llegar a un público más amplio. Las fusiones de medios se han vuelto más frecuentes en los últimos años, lo que hace que la gente se pregunte sobre los efectos negativos que podría causar una propiedad de medios cada vez más concentrada. Algunos efectos negativos que podrían entrar en juego son la falta de competencia y diversidad, así como las opiniones políticas sesgadas.

### Oligopolio mediático
Un oligopolio es cuando unas pocas empresas dominan un mercado. Cuando las compañías de medios de mayor escala compran las compañías más pequeñas o locales, se vuelven más poderosas dentro del mercado. A medida que continúan eliminando su competencia empresarial a través de compras o forzándolos (porque carecen de los recursos o las finanzas), las compañías restantes dominan la industria y crean un oligopolio de los medios.

### Desregulación
Una explicación de la causa de la concentración de la propiedad de los medios es un cambio hacia las políticas de desregulación neoconservadoras, que es un enfoque impulsado por el mercado. La desregulación elimina efectivamente las barreras gubernamentales para permitir la explotación comercial de los medios. La motivación para que las empresas de medios se fusionen incluye mayores márgenes de ganancia, menor riesgo y mantener una ventaja competitiva. En contraste con esto, aquellos que apoyan la desregulación han argumentado que las barreras y regulaciones comerciales dañan a los consumidores y el apoyo interno en forma de subsidios dificulta a los países a desarrollar sus propias firmas de medios fuertes. La apertura de fronteras es más beneficiosa para los países que mantener las regulaciones proteccionistas.
Los críticos de la desregulación de los medios y la concentración resultante de la propiedad temen que tales tendencias solo continúen reduciendo la diversidad de la información proporcionada, así como reducir la responsabilidad de los proveedores de información al público. La consecuencia final de la consolidación, argumentan los críticos, es un público mal informado, restringido a una gama reducida de opciones de medios. Para esos críticos, la desregulación facilita un aumento en la concentración de la propiedad de los medios y, posteriormente, reduce la calidad general y la diversidad de la información comunicada a través de los principales canales de medios. Una mayor concentración de la propiedad de los medios puede conducir a la censura corporativa que afecta a una amplia gama de pensamiento crítico.

## Debates y cuestiones
La concentración de la propiedad de los medios se ve con mucha frecuencia como un problema de los medios y la sociedad contemporáneos. Cuando la propiedad de los medios se concentra en una o más de las formas mencionadas anteriormente, se producen una serie de consecuencias indeseables, que incluyen las siguientes: 
- Los medios de comunicación masivos y de gran alcance son principalmente leales a los patrocinadores, es decir, a los anunciantes y al gobierno, más que al interés público.
- Solo unas pocas compañías que representan los intereses de una élite minoritaria controlan las ondas públicas.
- Falta una sana competencia basada en el mercado, lo que lleva a una innovación más lenta y a un aumento de los precios.

### Libertad de prensa e independencia editorial
En el ámbito local, los periodistas a menudo han visto sus historias rechazadas o editadas sin reconocimiento. Un ejemplo sería la negativa reiterada de las redes a transmitir "anuncios" de defensores contra la guerra a grupos liberales como MoveOn.org, o grupos religiosos como la Iglesia Unida de Cristo, independientemente de los hechos. Los periodistas y sus informes pueden ser patrocinados directamente por partidos que son objeto de su periodismo que conducen a informes que realmente favorecen al patrocinador, tienen esa apariencia o son simplemente una repetición de la opinión de los patrocinadores. En consecuencia, si las empresas que dominan el mercado de los medios de comunicación optan por suprimir las historias que no sirven a sus intereses, el público ya no estará adecuadamente informado de algunos problemas cruciales que pueden afectarlos.     

### Riesgos para la integridad de los medios
La integridad de los medios está en riesgo cuando un pequeño número de empresas e individuos controlan el mercado de los medios. La integridad de los medios se refiere a la capacidad de un medio de comunicación para servir al interés público y al proceso democrático, lo que lo hace resistente a la corrupción institucional dentro del sistema de medios, la economía de influencia, la dependencia conflictiva y el clientelismo político. La integridad de los medios está especialmente en peligro en el caso de que existan relaciones clientelares entre los propietarios de los medios y los centros políticos de poder. Tal situación permite una instrumentalización excesiva de los medios para intereses políticos particulares, lo cual es subversivo para el papel democrático de los medios .

### Eliminación de la neutralidad de la red
La neutralidad de red también está en juego cuando ocurren fusiones de medios. La neutralidad de la red implica una falta de restricciones sobre el contenido en Internet, sin embargo, con las grandes empresas que apoyan financieramente las campañas, tienden a tener influencia sobre cuestiones políticas, lo que puede traducirse en sus medios. Estas grandes empresas que también tienen control sobre el uso de Internet o las ondas de radio podrían hacer que el contenido esté sesgado desde su punto de vista político o podrían restringir el uso de opiniones políticas en conflicto, eliminando así la neutralidad de la red.

## Pluralismo mediático
La concentración de la propiedad de los medios se considera comúnmente como uno de los aspectos cruciales que reducen el pluralismo mediático. Una alta concentración del mercado de medios aumenta las posibilidades de reducir la pluralidad de puntos de vista políticos, culturales y sociales. El concepto de pluralismo de los medios es más amplio, ya que toca muchos aspectos, desde las reglas de control de fusiones hasta la libertad editorial, el estado de los organismos públicos de radiodifusión, las condiciones de trabajo de los periodistas, la relación entre los medios y la política, la representación de las comunidades locales y regionales y la inclusión de las voces de las minorías.  Además, abarca todas las medidas que garantizan el acceso de los ciudadanos a fuentes diversificadas para permitir la formación de una pluralidad de opiniones en la esfera pública sin la influencia indebida de los poderes dominantes. 
Además, el pluralismo de los medios tiene una doble dimensión, o más bien interna y externa. El pluralismo interno se refiere al pluralismo dentro de una organización de medios específica: en este sentido, muchos países solicitan servicios de transmisión pública para tener en cuenta una variedad de puntos de vista y opiniones, incluidos los de los grupos minoritarios. El pluralismo externo se aplica en su lugar al panorama general de los medios, por ejemplo, en términos del número de medios de comunicación que operan en un país determinado.
La propiedad de los medios puede plantear serios desafíos al pluralismo cuando los propietarios interfieren con la independencia y la línea editorial de los periodistas. Sin embargo, en una economía de libre mercado, los propietarios deben tener la capacidad de decidir la estrategia de su empresa para seguir siendo competitivos en el mercado. Además, el pluralismo no significa neutralidad y falta de opinión, ya que tener una línea editorial es una parte integral del papel de los editores, siempre que esta línea sea transparente y explícita tanto para el personal como para el público.

### Medios públicos y comunitarios
La privatización de los medios y la disminución del dominio estatal sobre el contenido de los medios han continuado desde 2012. En la región árabe, la Unión de Radiodifusión de los Estados Árabes (ASBU) contó 1.230 estaciones de televisión que transmiten a través de satélites árabes e internacionales, de las cuales 133 eran estatales y 1.097 privadas. Según el Informe ASBU, estos números sirven como evidencia de una disminución en el porcentaje de canales estatales y un aumento en las estaciones privadas y extranjeras dirigidas a la región árabe. La reducción de la propiedad directa del gobierno en todo el sector de los medios de comunicación se registra comúnmente como una tendencia positiva, pero esto ha sido paralelo al crecimiento de su diversidad.
En África, algunos medios de comunicación privados han mantenido estrechos vínculos con gobiernos o políticos individuales, mientras que los medios de comunicación propiedad de personas políticamente no alineadas han luchado por sobrevivir, a menudo frente a boicots publicitarios de agencias estatales.  
En casi todas las regiones, los modelos de radiodifusión pública han sido discutidos. En Europa occidental, central y oriental, los fondos destinados a la transmisión de servicios públicos se han estancado o disminuido desde 2012.
Han surgido nuevos tipos de propiedad cruzada en los últimos cinco años que han generado nuevas preguntas sobre dónde trazar la línea entre los medios y otras industrias. Un caso notable ha sido la adquisición del Washington Post por el fundador del minorista en línea Amazon . Si bien la medida inicialmente planteó preocupaciones sobre la independencia del periódico, el periódico ha aumentado significativamente su posición en los medios en línea, e impresos, e introdujo innovaciones significativas.
El modelo de medios de comunicación comunitarios continúa sobreviviendo en algunas áreas, especialmente en áreas aisladas, rurales o desfavorecidas, y en su mayoría relacionadas con la radio. A través de este modelo, los medios de comunicación sin fines de lucro son administrados por las comunidades a las que sirven.